# Sounds Of Snow
『Sounds Of Snow』（サウンズ・オブ・スノー）は、Skoop On Somebodyの通算6枚目のアルバム。2002年11月27日に発売された。

## 概要
『Save Our Souls』に続き松尾潔プロデュース。冬をテーマにした作品。初のミニ・アルバム。
初回限定盤のみスペシャルパッケージ仕様。ボーナス・トラックとして、「The Christmas Song」（Nat King Coleのカバー）を収録。
初回限定盤のスペシャルパッケージの側面部分は「Souds Of Snow」と誤表記されている。

## 収録曲
作詞：松尾潔・S.O.S.　作曲・編曲：S.O.S.（特記以外）

### CD初回限定盤
1. 星なき聖夜は〜There's No Christmas without You〜
2. Sounds Of Snow
  - 作詞：松尾潔
3. 夏よりも熱い冬〜Winter Boogie〜
4. Joy & Happiness
  - 編曲：松浦晃久
5. This Christmas (NOHO Mix)
  - 作詞・作曲：Donny Hathaway
6. 春が来るまでに
  - 作詞：小林夏海
7. After the Party
  - 編曲：松浦晃久
8. The Christmas Song（ボーナス・トラック） 
  - 作詞・作曲：Mel Torme, Robert Wells

### CD通常盤
1. 星なき聖夜は〜There's No Christmas without You〜
2. Sounds Of Snow
3. 夏よりも熱い冬〜Winter Boogie〜
4. Joy & Happiness
5. This Christmas (NOHO Mix)
6. 春が来るまでに
7. After the Party